# Christian Strohdiek
Christian Strohdiek (Paderborn, 22 gennaio 1988) è un ex calciatore tedesco, di ruolo difensore.